# James Peebles
Phillip James Edwin Peebles OM FRS (Winnipeg, 25 april 1935) is een Canadees-Amerikaans natuurkundige en theoretisch fysisch kosmoloog die als Albert Einstein Professor of Science verbonden is aan de Princeton-universiteit. 
Hij wordt beschouwd als een van de toonaangevende theoretische fysisch kosmologen in de periode na 1970, met belangrijke theoretische bijdragen aan de Oerknal-nucleosynthese, donkere materie, kosmische achtergrondstraling en structuurvorming. In 2019 kreeg Peebles de Nobelprijs voor Natuurkunde die hij mocht delen met de Zwitsers Michel Mayor en Didier Queloz 'voor bijgedragen aan ons begrip van de evolutie van het heelal en de plek van de aarde in de kosmos'.

## Biografie
Peebles werd op 25 april 1935 geboren in St. Bonifare, het tegenwoordige Winipeg, als zoon van Ada Marion Green en Andrew Charles Peebles, die werkzaam was voor de Winnipeg Grain Exchange. Hij voltooide zijn bachelor of science aan de Universiteit van Manitoba. In de herfst van 1958 verliet hij Manitoba om natuurkunde te gaan studeren aan de Princeton-universiteit, alwaar hij in 1962 promoveerde onder begeleiding van de fysicus Robert Dicke.
Zijn gehele carrière bleef Peebles verbonden aan Princeton. Vanaf 1964 was hij werkzaam op het gebied van de fysische kosmologie om de oorsprong van het universum te bepalen. Hij droeg belangrijke bijdragen toe aan het model van oerknal (of Big Bang-model) en hoe die zich daarna heeft ontwikkeld. Samen met Dicke en anderen voorspelde hij de aanwezigheid van kosmische microgolf achtergrondstraling (CMBR), welke in 1965 bij toeval werd ontdekt door fysici Arno Allan Penzias en Robert Woodrow Wilson. De aanwezigheid van deze achtergrondstraling is een belangrijk bewijsstuk voor theorie van de oerknal. Zijn ideeën op dit gebied van de kosmologie zouden later door andere wetenschappers uitgebreid worden bestudeerd, waaronder onder andere het probleem van donkere materie. Zo bedacht hij als eerste dat uit oneffenheden in het patroon van kosmische achtergrondstraling af te leiden was hoeveel donkere materie het heelal bevat.
Naast het leveren van belangrijke bijdragen aan de oerknal-nucleosynthese (het ontstaan van lichte elementen, zoals helium, door synthese van de oorspronkelijke protonen in het Heelal), donkere materie en donkere energie, was hij in de jaren zeventig de leidende pionier in de theorie van de vorming van kosmische structuren (de statistische verdeling van de clustering van sterrenstelsels). Op basis van eerder werk van Gamow vond Peebles dat atoomkernen van waterstof, helium en lithium een directe maat zijn voor de hoeveelheid kosmische protonen en neutronen, wat uiteindelijk een van de belangrijkste aanwijzingen bleek te zijn voor het bestaan van donkere materie. Lang voordat het werd beschouwd als een serieuze, kwantitatieve tak van de natuurkunde, bestudeerde Peebles fysische kosmologie en heeft hij veel gedaan om de reputatie ervan vast te stellen.

## Erkenning
Gedurende zijn wetenschappelijk carrière mocht Peebles diverse prestigieuze prijzen en onderscheidingen in ontvangst nemen, waaronder:
- Eddington Medal (1981)
- Heineman Prize (1982)
- Fellow of the Royal Society (1982)
- Henry Norris Russell Lectureship (1993)
- Bruce Medal (1995)
- Oskar Klein Medal (1997)
- Gold Medal van de Royal Astronomical Society (1998)
- Gruber Prize in Cosmology (2000), samen met Allan Sandage
- Harvey Prize (2001)
- The Shaw Prize (2004)
- Crafoord Prize met James E. Gunn en Martin Rees (2005)
- Hitchcock Professorship (2006)
- Diracprijs (2013)
- Member of the Order of Manitoba (2017)
- Nobelprijs voor Natuurkunde (2019)